# Calle de Ortiz de Paz
La calle de Ortiz de Paz es una vía pública de la ciudad española de Segovia.

## Descripción
La vía discurre desde la calle de Antonio Machado hasta la plaza de la Universidad. Honra con el título a Laureano Ortiz de Paz (f. 1788), segoviano que fundó y regentó una fábrica de paños finos en la ciudad. Aparece descrita en Las calles de Segovia (1918) de Mariano Sáez y Romero con las siguientes palabras:

Ortiz de Paz.—Está comprendida entre las calles de José Zorrilla y de Cantarranas. Recuerda al fabricante, buen ciudadano y segoviano benemérito D. Laureano Ortiz de Paz, fundador de la fábrica de paños finos de la Casa Grande, con otros socios, y negocio que después llevó por sí sólo, y fué tal su amor a la prosperidad de Segovia, y su entusiasmo por el adelantamiento de la industria de paños finos, que por ello le fueron concedidos muchos privilegios a la fabricación, a la venta y exportación de sus productos, y para poner en Madrid un almacén de paños con grandes exenciones y exornar en los edificios de su industria las armas reales con la inscripción «Fábrica Real de Paños de Ortiz de Paz.» Diferentes causas, ya apuntadas al relatar la calle del Campillo, concluyeron con estas y otras industrias de Segovia y que tanto dinero produjeron a sus dueños y como consecuencia también beneficiaron a la Ciudad. Nació Ortiz de Paz en el primer tercio del siglo XVIII, en Segovia y murió en 10 de octubre de 1788, y bien merece que una calle se rotule con su nombre. La calle no tiene nada que mencionar.
(Sáez y Romero, 1918, p. 124)